# Longmire Campground Comfort Station No. L-304
Pour les articles homonymes, voir Longmire (homonymie).
La Longmire Campground Comfort Station No. L-304 est un bâtiment abritant des toilettes publiques dans le comté de Lewis, dans l'État de Washington, aux États-Unis. Située au sein du parc national du mont Rainier, elle est elle-même inscrite au Registre national des lieux historiques depuis le 13 mars 1991.